# Ronwen Williams
Ronwen Williams (Port Elizabeth, Sudáfrica, 21 de enero de 1992) es un futbolista de Sudáfrica que juega en la posición de guardameta con el Mamelodi Sundowns de la premier Soccer League.

## Carrera

### Club
| Periodo   | Club              |
| --------- | ----------------- |
| 2010-2022 | SuperSport United |
| 2022–     | Mamelodi Sundowns |

### Selección nacional
Williams debutó con Sudáfrica el 5 de marzo de 2014 en un partido amistoso ante Brasil debido a la lesión en el tobillo que tenía el titular Itumeleng Khune. Fue convocado para los Juegos Olímpicos de Tokio 2020 donde jugó los tres partidos de la fase de grupos.
En agosto de 2021 el entrenador Hugo Broos nombró a Williams como capitán de la selección nacional en reemplazo de Thulani Hlatshwayo. El 3 de febrero de 2024 formó parte de la AFCON 2023 donde en el partido de cuartos de final ante Cabo Verde que terminó 0–0, Williams paró 4 penales en el desempate, con lo que los Bafana Bafana clasificaron a las semifinales del torneo por primera vez desde el 2000. Sudáfrica sería eliminado en semifinales por Nigeria en penales, pero Williams sería reconocido como el mejor guardameta del torneo.

## Logros

### Club
- Nedbank Cup: 2011–12, 2015–16, 2016–17
- MTN 8: 2017, 2019
- Telkom Knockout: 2014
- Premier Soccer League: 2022–23, 2023–24
- African Football League: 2023

### Individual
- Nominación al Trofeo Yashin: 2024[7][8]
- Mejor jugador de la Premier Soccer League: 2023-24
- Mejor guardameta de la Premier Soccer League: 2022–23
- Mejor guardameta de la Copa Africana de Naciones: 2023[5]
- Equipo Ideal de la Copa Africana de Naciones: 2023[9]
- Mejor guardameta de la African Football League: 2023